# Залесє
Залесє або Залесьє (словац. Zálesie) — село в Словаччині, Кежмарському окрузі Пряшівського краю. Розташоване на півночі східної Словаччини в Спиській Маґурі.

## Назва
Назва в перекладі означає залісся.

## Історія
Вперше село згадується у 1520 році.

## Населення
| Рік:            | 1993 | 2003    | 2013     | 2023    |
| --------------- | ---- | ------- | -------- | ------- |
| Кількість осіб: | 98   | 99      | 87       | 80      |
| Різниця:        |      | +1,02 % | -12,12 % | -8,04 % |

| Рік:            | 2022 | 2023    |
| --------------- | ---- | ------- |
| Кількість осіб: | 82   | 80      |
| Різниця:        |      | -2,43 % |

В селі проживає 82 осіб.
Національний склад населення (за даними останнього перепису населення — 2001 року):
- словаки — 100,0 %

Склад населення за приналежністю до релігії станом на 2001 рік:
- римо-католики — 97,85 %,
- греко-католики — 1,08 %,
- не вважають себе віруючими або не належать до жодної вищезгаданої церкви — 1,08 %

## Географія
Протікає потік Залесє.